# Pareuplexia harfordi
Pareuplexia harfordi är en fjärilsart som beskrevs av George Francis Hampson 1894. Pareuplexia harfordi ingår i släktet Pareuplexia och familjen nattflyn. Inga underarter finns listade i Catalogue of Life.